# Lilanje
Lilanje je narodni običaj katoličkih Hrvata i u pravoslavnih Srba. Održava se povodom katoličkog blagdana Svetog Ilije, zaštitnika od vatre i groma, rođenja sv. Ivana Krstitelja, i sv. Petra. 
Lilanjem se, prema starom vjerovanju, čuvaju ljudi, životinje i polja. Običaj se zadržao u Hrvata u Podravini (Sopje), na sasvim drugačiji način u sjeveroistočnoj Bosni (Soli) i na drukčiji način u zapadnoj Srbiji i Crnoj Gori.
U Podravini u Sopju se uoči uoči spomendana rođenja Ivana Krstitelja posebnim programom ivanjskih krijesova obilježava ljetni solsticij ili suncostaj. Ovdašnja duga tradicija počiva na drevnom vjerovanju da se lilanjem može osigurati zdravlje ljudi, dobri usjevi i dugo ljeto. Nekad samo narodni običaj, danas je Sopjansko lilanje organizirana manifestacija. Dok drugi krajevi prepoznaju se po krijesovima o Ivanju, u Sopju je to preskakanje vatre i lilanje. Sopjani za lilanje pripremaju rašljaste štapove lilaljke u kojima je pričvršćen snopić slame. Mještani svih uzrasta sudjeluju u lilanju. Sudionici zapale slamu i vrte štap s gorućom slamom oko sebe u visini glave, što stvara posebni ugođaj u mraku. Što se brže i duže vrti, to se bolje lila. Lilanje se osobito smatralo važnim u vrijeme žetve, vjerujući da se time tjeraju sve nedaće od usjeva, poput opasnosti da se zapali žito. Lilanje je nosilo ulogu u društvu. Mladići su se pred djevojkama nadmetali koji će od njih najljepše i najbolje napraviti lilu i početi se udvarati djevojci. Sljedećeg se dana izgorjela lila stavljala u posađeni kupus u vrtovima kao zaštita od bolesti i štetočina.
U Solima se održava se u Doknju kod Tuzle, gdje je tradicija održavanja Lilanja stara više stotina godina. Mještani na Lilanju pozivaju Svetog Iliju da spasi građane i usjeve, i sve ostalo od vatre i groma. Sudionici lilanje pripremaju nekoliko mjeseci. Najvažnije im je pronaći divlju trešnju. Pronađenom drvu valja oguliti koru i osušiti ga, koru vezati za drveni štap i u večernjim satima počinje lilanje u kojem sudjeluju djeca do 15 godina. Danas povodom blagdana sv. Ilije održavaju se službene manifestacije u Doknju, čiji je zaštitnik sv. Ilija. Lilanje se održava i na Ljubačama, u Ugljari kod doma, u Donjoj Mahali kod “tučka”, u Tolisi kod stadiona, u selima oraškog kraja Boćama kod Brčkog i dr. Na Cerovima kod Husina do potkraj 1950-ih obilježavalo se Ilino i poslije lilanje.
U Donjoj Trnovi kod Ugljevika održava se uoči pravoslavnog blagdana Petrovdana. I ovdje su "lile" od kore trešnjina drva, a djeca se uoči Petrovdana skupljaju oko svetih hramova.
U lozničkom kraju pred Petrovdan 11. srpnja. "Lile" se prave od mlade kore divlje trešnje ili breze.
Lilanje je zabilježeno u sjevernom dijelu Crne Gore.
Prema jednim tumačenjima, lilanje datira od rimskih vremena. Kad su kršćani za vrijeme cara Nerona mučenički stradali, spaljivani na lomačama i stubovima. Tada su mučenički ubijeni i sveti apostoli Petar i Pavao, te je to jedan od razloga zbog kojih je poslije nastao običaj uoči Petrovdana da se pale "lile".
Lilanje nematerijalnoj kulturnoj baštini. Običaj je svakako vrlo starinski. Sadrži kultno-paganske elemente iz slavenskog perioda. Motivi su rađanjem prirode, proljeća i novog života. Na te se staroslavenske slojeve poslije slilo kršćanske običajne elemente.
Nekada je lilanje bila najznačajnija svetkovina stočara u jugoistočnoj Europi i šire, dočekivana s lilama u ravnici i velikim vatrama na brdima.

## Vanjske poveznice
- Tuzlarije.net Tuzla Lilanje u Doknju 2017 - YouTube
- Župa Breške Lilanje, Dokanj, lutke